# Akira Watase
Pour les articles homonymes, voir Watase.
Akira Watase (渡瀬晶,  Watase Akira) alias Akira Seto, alias Sho Watase est un mannequin, un mannequin de charme réputé et une actrice japonaise en films pornographiques populaire et prolifique. Elle est née le 2 juillet 1980 à Tokyo, Japon. Ses distractions favorites: Le volleyball et le cinéma.

## Biographie
Akira Watase s’est d’abord fait connaître en tant que mannequin « top » modèle pour la couture puis comme mannequin de charme en posant dénudée pour des revues masculines.
Elle commence une carrière dans l’industrie pornographique en mai 2000 dans une production de la firme Cosmo Plan: Vénus. Dès son apparition sur scène, Akira Watase attire l’attention du public par son visage de Madone, son sourire angélique et ses magnifiques, longues jambes légendaires,,,
,,. Ces dernières seront toujours mises en valeur aussi bien dans ses films que dans les magazines où elle pose.
Marionette’s Honey (juillet 2000) révèle en elle une rēsu kuīn (レースクイーン, rēsu kuīn) en habit cosplay (コスプレ, kosupure),. Dès lors, elle est propulsée en tête du hit parade des actrices du genre. Elle tourne des films de femme perverse ou de servante s’adonnant aux amours ancillaires. Be my Dutch wife (août 2000) la fait paraître sous les traits d’une femme mariée, d’âge mûr, ayant des relations intimes à la fois avec son médecin et un homme de passage.
Akira Watase se montre encore dans Black Semen in L.A. (2002), une production tournée à Los Angeles (Californie), vers la fin de sa carrière, pour le compte de la firme Moodyz. Cette vidéo la révèle pratiquant un sexe de groupe avec cinq noirs-Américains.
À l’opposé de ces films franchement pornographiques, Horny Bunny. (décembre 2000) est avant tout destiné à mettre son corps en valeur.
No.1 lui fait tourner des films ローションプレイ (rōshon purei) utilisant une lotion lubrifiante répandue en massages sur son corps et dont les Japonais sont très friands,.
Pour toute sa carrière, Akira Watase aura tourné plus de cent films. Elle met définitivement fin à celle-ci mi-2005, à l’âge de 25 ans, mais reste la star la plus populaire pour ce genre au Japon.
Watase réapparait dans l'industrie du film pornographique en août 2008 sous le nom de Rei Narumi (なるみ礼). Elle est l'actrice principale d'une vidéo disponible à la vente au mois de septembre sous la marque DEEP appartenant au groupe SOD. Le contenu de cette vidéo semble cependant être une réédition d'un film paru en 2005.

## Filmographie (partielle)
| Titre du film,                                                 | Producteur           | Réalisateur               | Parution                    |
| -------------------------------------------------------------- | -------------------- | ------------------------- | --------------------------- |
| Venus ヴィーナス debut                                         | Cosmos Plan 宇宙企画 | Yuji Sakamoto             | 28 mai 2000 29 juillet 2000 |
| Killer Kiss Ｋｉｓｓで悩殺                                     | Cosmos Plan          | Taaki Kurata              | 30 juin 2000                |
| Marionette's Honey マリオネットの蜜戯                          | Cosmos Plan          | Asao Takai                | 30 juillet 2000             |
| Be My Dutchwife ビー マイ ダッチワイフ                         | Tank/KUKI            | Yuji Osawa                | 28 août 2000                |
| Queen of Legs 美脚の誘惑                                       | VIP                  | Demo Tanaka               | 28 septembre 2000           |
| Body Gorgeous 渡瀬晶                                           | VIP                  |                           | 19 octobre 2000             |
| Climax XYZ 絶頂ＸＹＺ                                          | VIP                  |                           | 29 novembre 2000            |
| Horny Bunny 濡れうさぎ                                         | Tank/KUKI            | KC Takeda                 | 22 décembre 2000            |
| Comos 2000 FINAL DX 宇宙企画2000 FINAL DX                      | Cosmos Plan          |                           | 22 décembre 2000            |
| Gorgeous No.1 ゴージャスＮｏ．１                               | Kasakura             |                           | 5 janvier 2001              |
| No.1                                                           | Vinl/KUKI            | Happy Yamada/Casey Takeda | 22 janvier 2001             |
| Ecstasy Kiss DC Kissで悩殺DC                                   | Cosmos Plan          |                           | 27 janvier 2001             |
| Cosmos DX Costume Play Chapter 宇宙企画DX コスプレ編           | Cosmos Plan          | The Morison               | 10 février 2001             |
| Chi-Sei 痴性                                                   | Kasakura             |                           | 18 février 2001             |
| Cosmos DX 120 Special 6 宇宙企画DX120スペシャル6               | Cosmos Plan          |                           | 24 février 2001             |
| Bejean11 Vol. 55                                               | Momotaro             | Masao Tanaka              | 7 mars 2001                 |
| Secret Play of a Marionette マリオネットの密戯                 | Cosmos Plan          |                           | 24 mars 2001                |
| Knock on the Heaven's Door 天国の扉                            | Moodyz Imperial      | Butta Sato                | 15 février 2001             |
| Soft Skin, Hot Blooded... 柔肌の熱き血潮に…                    | Shark                |                           | 1er mai 2001                |
| COSMOS Deluxe Special 7 宇宙企画DX120スペシャル7               | Cosmos Plan          |                           | 26 mai 2001                 |
| Tits TANK Angels 9 乳TANKの天使たち 9                          | KUKI                 | Jango                     | 16 juin 2001                |
| Do You Wanna Fuck?                                             | Moodyz Imperial      | Hiroa                     | 22 mai 2002                 |
| Black Semen in LA: Akira Watase ブラックザーメン ｉｎ Ｌ．Ａ． | Moodyz Wild          | Shin Sumio                | 15 juillet 2002             |
| RQ Circuit Lady                                                | Candy                |                           | août 2002                   |
| VIP Value Pack 2 VIPバリューパック 2                           | VIP                  |                           | 11 octobre 2002             |
| Sex Juice 3                                                    | Chu                  |                           | septembre 2002              |
| Confining Actress Mania 2 女優－拘束マニア２                   | Maniac World         |                           | octobre 2002                |
| Ura - Akira Watase 裏・渡瀬晶                                  | Million              | Goro Tameike              | 18 octobre 2002             |
| Abnormal Privacy 38 奴隷秘書38                                 | Collect              | Shinichi Kawamura         | 21 novembre 2002            |
| Do The Nice Body Gals ナイスバディをやっつけろ！！             | KUKI                 | Sabbath Horinaka          | 21 novembre 2002            |
| Kiss & Sex of a Beauty Vol.2 美しい痴女の接吻とセックス 2      | Dogma                | Nimura Hitoshi            | 10 décembre 2002            |
| Female Teacher Rape 高慢女教師                                 | Deeps                |                           | 10 janvier 2003             |
| Chijo 痴女                                                     | Athena               | Katsuya Ichihara          | 21 janvier 2003             |
| Drunk Woman 痴女酔拳                                           | Moodyz Imperial      | brain-X                   | 22 janvier 2003             |
| Crazy Tongue 舌狂                                              | Samm                 | Ryutaro Jinno             | 28 janvier 2003             |
| Confinement Chair Trance                                       | Dogma                |                           | 10 février 2003             |
| Confinement Chair Trance 拘束椅子トランス                      | Dogma                | Tojiro                    | 10 février 2003             |
| Ryubaku SM Bindings and Confinement 5 龍縛監禁凌辱5            | Attackers            |                           | 8 novembre 2003             |
| Lesbian Deluxe レズビアン デラックス                           | Dogma                | Nimura Hitoshi            | 10 décembre 2003            |
| Wet & Sex                                                      | Wanz Factory         |                           | 1er février 2004            |
| Semen Mania Slut 2 痴女ザーメンマニア2                         | Milky Cat            |                           | août 2004                   |
| The Erotic Party 悦楽の扉                                      | Soft On Demand (SOD) | [JO]B-TYPE                | 4 décembre 2004             |
| Beautiful News Reporter 美しき報道記者                         | Image                | Rei Ozaki                 | 20 avril 2005               |
| Slave Secretary Special 10 奴隷秘書スペシャル 10               | CineMagic            | Tatsuo Mishima            | 18 mars 2005                |